# درختان ایستاده می‌میرند
درختان ایستاده می‌میرند فیلمی به کارگردانی امیر شروان و نویسندگی حبیب‌الله کسمایی و فریدون گله محصول سال ۱۳۵۰ است.

## خلاصه داستان
پیرزن میلیونری آخرین روزهای زندگیش را می‌گذراند، پیرزن تنها آرزویش این است که نوه او و نامزد او را ببیند. اطرافیان پیرزن سعی می‌کنند این خواستهٔ او را عملی کنند ولی خبر می‌رسد که نوهٔ پیرزن در سقوط هواپیما کشته شده‌است. اطرافیان پیرزن که می‌دانند او از کودکی نوه اش را ندیده جوان تعمیرکاری را انتخاب کرده و دختری را نیز به عنوان نامزد او برگزیده و معرفی می‌کنند. پیرزن بهبود نسبی پیدا می‌کند ولی طی حادثه‌ای واقعیت امر را متوجه می‌شود. در همین حال نوه اش از راه می‌رسد و اطلاع می‌دهد که در آن هواپیما نبوده و پیرزن فاش می‌کند که وقایع را می‌دانسته با این حال مایلست جوان تعمیرکار و دختری که ظاهراً نامزدش است و حالا واقعاً همدیگر را دوست دارند در خانوادهٔ او باقی بمانند.

## بازیگران
- آذر شیوا
- تقی ظهوری
- منوچهر وثوق
- کتایون
- غلامرضا سرکوب
- ابراهیم نادری
- علی میری
- حبیب‌الله بلور
- ناهید
- گیتی فروهر